# Kunstnerkolonien i Civita d'Antino
Kunstnerkolonien i Civita d'Antino opstod på initiativ af Kristian Zahrtmann i byen Civita d'Antino i Italien. Kolonien var aktiv i årene mellem 1883 og 1913, og de deltagende malere var primært danske, men også norske og svenske. Byen og dens omgivelser er flittigt gengivet af de besøgende kunstnere.

## Zahrtmanns første besøg
Den første danske kunstner, der har efterladt sig vidnesbyrd om et besøg i Civita d'Antino, er Henrik Olrik, der var i byen i 1877 og malede mindst ét billede fra området.
Kristian Zahrtmann besøgte Italien for første gang i 1875-78 og igen i 1882-84, hvor turen også omfattede Grækenland. I sommeren 1883 var en gruppe danske kunstnere (Joakim Skovgaard, Viggo Pedersen, Theodor Philipsen, Edvard Petersen og Kristian Zahrtmann) i Sora, der den gang var en del af regionen Abruzzo. Zahrtmann trivedes ikke helt i byen, og han huskede, at hans model Ambrogio havde anbefalet sin hjemby Civita d'Antino, der lå længere inde (og højere oppe) i Liri-dalen. Zahrtmann og Skovgaard besøgte byen, og Zahrtmann besluttede at blive der sommeren over. I slutningen af juni skrev han til Joakim Skovgaard, at han var i gang med at male de kalkbærende piger. Zahrtmann brokkede sig over, at pigerne havde hørt, at modellerne Ambrogio og Luigi i Rom fik fem lire om dagen, og han kunne kun tilbyde dem én lire for en halv dags arbejde. Og så blev de bare væk, så hans arbejde med at lægge farver på paletten var spildt. Vi ved ikke, hvordan man nåede frem til et kompromis, men der kom et glimrende maleri ud af det.

## Kunstnerkolonien belyst
De fleste kilder omtaler Civita d'Antino som en kunstnerkoloni, men der er i hvert fald én fortaler for, at den også havde karakter af skole. Maleren og kunstkritikeren Walter Schwartz så projektet som blot en forlængelse af Kristian Zahrtmanns arbejde som lærer ved Kunstnernes Studieskole. Den var oprettet i 1880 i protest mod undervisningen på Kunstakademiet, og i 1882 overtog Schwartzs farbror Frans Schwartz ledelsen, med P. S. Krøyer og Laurits Tuxen som lærere. Zahrtmann afløste Schwartz i 1885 og det generede åbenbart nevøen voldsomt, at han ændrede på indholdet, så fransk malerstil måtte vige for klassisk italiensk og græsk. Walter Schwartz skrev om Zahrtmann, at
| Citat | ... han trak sine elever ved håret til Italien i håb om at hindre dem i at blive smittet af "franskneriet", og med det pauvre resultat, at de bagefter skrabede de zahrtmannske farver af paletteten og tog til Paris for at begynde forfra. | Citat |
|       | |       |

Det var imidlertid ikke kun elever, der kom forbi Civita d'Antino, hvor Zahrtmann lejede sig ind hos familien Cerroni ved Porta Flora.. For eksempel kom nygifte Marie og Peder Severin Krøyer på besøg i 1890, og Krøyer fik lejlighed til at udføre et af sine syv billeder af kunstnere omkring et bord. Krøyer skrev om Zahrtmann:
| Citat | Det er jo Zahrtmann, der er Sjælen, det er altid ham, der taler, ham, der fortæller, ham der disputerer. Det kan undertiden blive lidt trættende, men man maa sige, at han kan sætte Liv i Kludene, naar vi sidder sammen ved Maaltiderne, saa vi er ganske hede af Kampstrid. | Citat |
|       | |       |

Civita d'Antinos popularitet kan illustreres med to citater fra maleren Poul S. Christiansen, der besøgte byen i 1905:
| Citat | Vi er er hel skandinavisk Koloni (14) norske og danske kunstnere med deres Koner og Børn. Italienerne er nogle prægtige Mennesker, som gjør alt for at vi kan have det godt. | Citat |
|       | |       |

Christiansen spiste sammen med de øvrige hos familien Cerroni, men måtte overnatte andetsteds i byen.
| Citat | Jeg bor et Sted i Byen og spiser et andet. Jeg giver 4 Lire (2,88 Kr.) om Dagen for begge Dele, hvilket er meget billig efter hvad vi faar. | Citat |
|       | |       |

Antonio Bini opremser 89 skandinaviske kunstnere, der fandt vej til Civita d'Antino, herunder Dagmar Olrik, Henrik Olrik, Marie Krøyer, Peder Severin Krøyer, Joakim Skovgaard, Peter Christian Skovgaard, Kristian Zahrtmann, Aage Bertelsen, Agnes Börjesson (sv), Gunnar Börjeson (sv), Ludvig Brandstrup, Carl Budtz Møller, Poul Simon Christiansen, Christian Clausen, Tupsy Jebe Clement, Ove og Sophus Greve Danneskjold-Samsøe, Robert Fiebiger, Peter Hansen, Oluf Hartmann, Marie Henriques, Kristen Holbø (no), Daniel Hvidt, Karl Isakson, Johannes Kragh, Axel M. Lassen, Henry Jacob Lørup, Agnes Lunn, Carl Mathorne, Ejnar Nielsen, Søren Onsager (no), Viggo Pedersen, Edvard Petersen, Johan Rohde, Knud Sinding, Kristofer Sinding-Larsen (no), Peter Tom-Petersen, Kristine og Oluf Wold-Torne, Anders Trulson (sv), Sigurd Wandel, Edvard Weie, Johannes Wilhjelm. En af disse kunstnere, Anders Trulson, døde under opholdet, i 1911. Han blev jordfæstet på begravelsespladsen fra Napoleonstiden, som blev brugt frem til 1940.
I 1913 besøgte Zahrtmann byen for sidste gang. De følgende år var præget af det voldsomme jordskælv, med centrum i Avezzano, der kostede omkring 30.000 mennesker livet i januar 1915. Det medførte også alvorlige skader på bygningerne i Civita d'Antino. I maj 1915 gik Italien med på Allieret side i 1. Verdenskrig, og i 1917 døde Zahrtmann.
Kristian Zahrtmann blev hædret som æresborger i Civita d'Antino i 1902. Blandt byens veje finder man piazzale Kristian Zahrtmann, via Scandinavia, piazzale Johannes Jørgensen og via Peter Severin Krøyer.

## Civita d'Antino i kunsten
Kunstnerkolonien betød, at Civita d'Antino og byens omegn er skildret i talrige skandinaviske kunstværker. I februar-marts 1908 udstillede de danske kunstnere i Kunstforeningen i København et Udvalg af Arbejder udførte i Civita d'Antino, med i alt 124 værker. Ved den internationale udstilling i Rom i 1911 var Zahrtmann og andre skandinaviske kunstnere repræsenteret med værker fra området.
Værkerne fra Abruzzo er udstillet i Oslo, Stockholm, på tre museer i København, i Gudhjem, Randers, Aarhus, Odense, Ribe, Faaborg, Esbjerg, Viborg, Kerteminde, og Skagen.
Siden 2021 er mange værker af de skandinaviske impressionister blevet udstillet permanent i Imago Museum for moderne og samtidskunst i Pescara.

## Galleri
|                                                                            |
| Joakim Skovgaard - Søndag eftermiddag ved kirken i Civita d'Antino - 1883. |

|                                                                       |
| Marie Krøyer, Portræt af lille italiensk pige', 1890, Skagens Museum. |

|                                           |
| Peter Tom-Petersen, Efter Frokosten, 1892 |

|                                                                                     |
| Johannes Wilhjelm, Landskab fra Civita d'Antino, Ca. 1895-1900, Skagens Kunstmuseer |

|                                                           |
| Oluf Hartmann, Gadeparti fra Civita d'Antino, circa 1902. |

|                                                                     |
| Peter Hansen, Tærskende okser, Civita d'Antino, 1904,, Ordrupgaard. |

|                                                       |
| Edvard Weie, Uden for byporten, Cività d'Antino, 1907 |

|                                                                              |
| Hjalmar Sørensen - Kristian Zahrtmanns soveværelse i Civita d'Antino - 1911. |

|                                                                                     |
| Poul S. Christiansen, Cività d'Antino i Abruzzerne, 1911, Statens Museum for Kunst. |

|                                                                       |
| Kristian Zahrtmann, Interiør fra Casa Cerroni i Civita d'Antino, 1911 |

|                                                                             |
| Henry Lørup - Palazzo Ferrante i Cività d'Antino - Statens Museum for Kunst |